# Vochysia mapuerae
Vochysia mapuerae là một loài thực vật có hoa trong họ Vochysiaceae. Loài này được Huber ex Ducke miêu tả khoa học đầu tiên năm 1915.